# Gopalpet
Gopalpet fou un estat tributari protegit feudatari del nizam d'Hyderabad, avui dia un poble menor a l'estat d'Andhra Pradesh, al mandal de Nagireddypet (bloc Gopalpeta), districte de Mahabubnagar. Era un dels tretze grans feudataris (samasthans, equivalents a jagirdars) del nizam però l'estat era dels més petits.